# シュヴァイクハイム
シュヴァイクハイム (ドイツ語: Schwaikheim) はドイツ連邦共和国バーデン＝ヴュルテンベルク州レムス＝ムル郡に属す町村（以下、本項では便宜上「町」と記述する）である。この町は、シュトゥットガルト地方（1992年まではネッカー中流域）およびシュトゥットガルト大都市圏に属す。

## 地理

### 位置
シュヴァイクハイムの集落は、郡庁所在地ヴァイブリンゲンの中心部から北北東に約 5 km 離れており、果樹園、野原、ツィプフェルバッハ川の堤に沿った森に覆われた丘に囲まれている。ツィプフェルバッハ川は東のヴィネンデンからこの町に流れ込み、この町を横断した後、北西に向かってネッカー川に合流する。
町域は、海抜 250 m（ツィプフェルバッハ川の流出部）から 370 m（南東部の森に覆われたプラッテンベルク）に位置している。これはほぼ完全にネッカー盆地に含まれており、主にその下位概念であるイネラー・バックナンガー盆地に属す。南東端はオイセラー・バックナング盆地の丘陵を超え、一部はベルグレンの北西支脈に達する。これは自然地域区分上は隣のシュルヴァルトおよびヴェルツハイムの森に属す。

### 自治体の構成
自治体シュヴァイクハイムに属すのは同名の地区だけである。

### 土地利用
| 土地用途別面積 | 面積 (km2) | 占有率 |
| -------------- | ---------- | ------ |
| 住宅地         | 0.86       | 9.3 %  |
| 産業用地       | 0.27       | 3.0 %  |
| レジャー用地   | 0.18       | 1.9 %  |
| 交通用地       | 1.06       | 11.5 % |
| 農業用地       | 5.84       | 63.4 % |
| 森林           | 0.71       | 7.7 %  |
| 水域           | 0.05       | 0.5 %  |
| その他の用地   | 0.25       | 2.7 %  |
| 合計           | 9.22       |        |

出典: Statistisches Landesamt Baden-Württemberg

### 隣接する市町村
この町は、南西から西を経由して北西まではヴァイブリンゲン、北東はロイテンバッハ、東から南東はヴィネンデン、南は短い区間であるがコルプと境を接している。

## 歴史
発掘は、新石器時代（紀元前4000年から1800年）のツィプフェルバッハ川の谷で定住が行われていたことを証明している。青銅器時代後期（紀元前1800年）あるいは鉄器時代初期（紀元前600年）にはケルト人がここに住んでいたが、紀元前後にローマ人によって追い払われた。シュヴァイクハイムからアッフェルターバッハに通じるローマ街道（現在のレーマーヴェーク）は現在も交通量の多い道である。260年頃ゲルマン人がローマ人を駆逐した。その後フランク人とアレマン人の生活圏の境界がシュヴァイクハイム近くを通っていた。853年、ベルクシュトラーセ沿いのロルシュ帝国修道院の文書中に初めて Sueinincheim と記載された。年代は不明だが、ヴュルテンベルク伯がエーバースベルク家からこの集落を購入した。領邦分割によりシュヴァイクハイムはアムト・ヴァイプリンゲンに属し、1463年からアムト・ヴィネンデンに属した。三十年戦争の間に、多くの人がペストで死亡した。フランスの侵攻によりシュヴァイクハイムは1693年7月29日に放火された。19世紀末に鉄道建設が始まった。シュヴァイクハイムは農業主体の村から工業の町および労働者の住宅地へと変化していった。現在シュヴァイクハイムは、業績の優れた商業、手工業、工業系企業が進出する近代的な町となっている。
シュヴァイクハイムは1813年にまずオーバーアムト・ヴァイプリンゲンに属し、1934年からヴァイブリンゲン郡、1973年から新たに創設されたレムス＝ムル郡へと帰属を替えた。
シュヴァイクハイムのニックネームは「シュラッポーラ」で、三十年戦争の頃からそう呼ばれている。当時スウェーデン軍がシュヴァイクハイムを略奪しようとした時、シュヴァイクハイムの人々は貧しい徴としてズボンのポケットを外に向けてひっくり返してスウェーデン軍に抵抗した。これが動物の垂れ耳（ドイツ語: Schlappohren、シュヴァーベン方言で Schlappohra）のように見えたことから、シュヴァイクハイムの人々は周辺でこう呼ばれるようになった。

## 住民

### 宗教
シュヴァイクハイムでは1353年から独自の教会が証明されている、それ以前はジーゲルハウゼンの教区に組み込まれていた。現在のマウリティウス教会は1487年に建設された。ヴュルテンベルクによる宗教改革の実施に伴いシュヴァイクハイムは福音主義ルター派に改宗した。1945年以後、故郷を逐われた人々によって、多くのローマ＝カトリック信者がシュヴァイクハイムに流入したため、聖マリア・ヒルフェ・デア・クリステンでカトリックの礼拝が行われた。この2大宗派の他に福音主義自由教会や新使徒派教会もシュヴァイクハイムにある。

## 行政

### 議会
シュヴァイクハイムの町議会は、選挙で選出された18人の名誉職の議員と、議長を務める町長で構成されている。町長は議会において投票権を有している。

### 紋章
シュヴァイクハイムの紋章は、赤地に、斜め十字に組み合わされた金色の真っ直ぐな行政官の杖と金色の端が曲がった修道院長杖。行政官の杖は、かつてのヴュルテンベルクの世俗のアムト・ヴィネンデンおよびヴァイブリンゲンへの帰属を表している。そのフォークト（代官）はシュヴァイクハイムに対する指揮権を有しており、司法権を行使した。修道院長の杖は、シュヴァイクハイムがバックナング修道院はじめ、様々な聖界機関との歴史的な関係を示している。

### 姉妹自治体
- ゴロン（フランス語版、英語版）（フランス、マイエンヌ県）1986年[5]

## 経済と社会資本

### 地元企業
- フリーグラス、「樹脂ウインドウ」の世界的トップメーカー
- ケルヒャー・フューチャーテック、ABC-防御製品、水浄化、調理システムの製造業者

### レジャーと観光
2年に1度（消防祭と交替で）開催されるシュヴァイクハイムのフレッケンフェスト（町祭）は、周辺で最も重要な祭りとされている。この祭りは通常土曜日から月曜日までの3日間開催される。

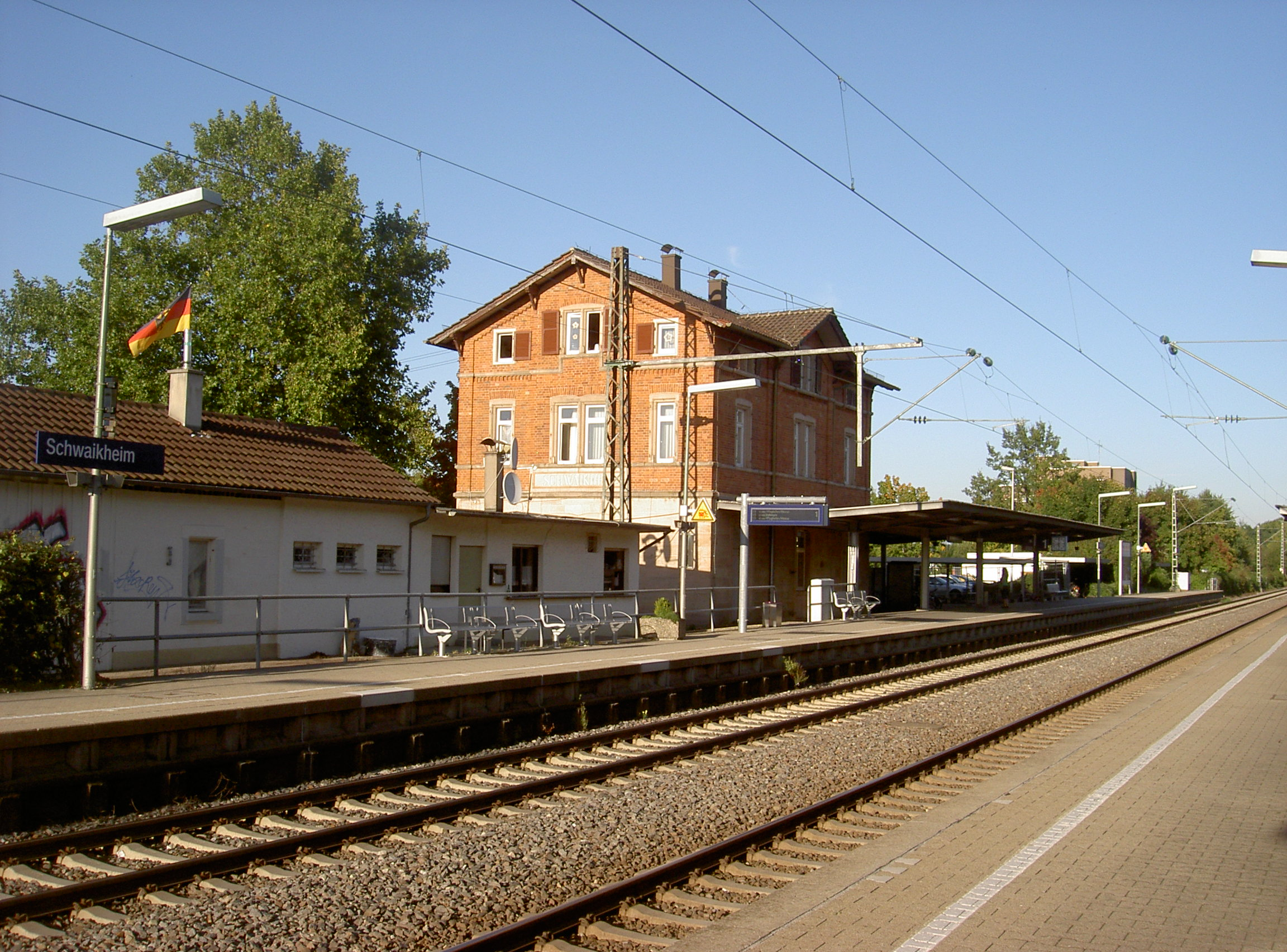
シュヴァイクハイム駅

### 交通
シュヴァイクハイムは、アウトバーン風に拡充された連邦道 B14号線（シュトゥットガルト - シュヴェービッシュ・ハル）のインターチェンジがある、交通の便が良い場所に立地している。B14号線経由で直接、迅速に、州都シュトゥットガルト (20 km)、郡庁所在地ヴァイブリンゲン (10 km)、ヴィネンデン (5 km) に行くことができる。B14号線のロイテンバッハまでの延伸工事（2006年）によって、顕著な交通量減少が見られた。
シュヴァイクハイムは、バス路線 210番（ヴァイブリンゲン - コルプ - ヴィネンデン）および 389番（ヴァイブリンゲン - ヴィネンデン - ヘルトマンスヴァイラー）によって周辺地域と結ばれている。さらに、シュヴァイクハイム駅でシュトゥットガルトSバーンの S3号線（バックナング - シュトゥットガルト - 空港）にも接続している。

### 教育
シュヴァイクハイムのヴェルクレアルシューレを伴う基礎課程・本課程学校は、2013年/2014年の学期からゲマインシャフツシューレになった。この学校形態はあらゆる教育課程（本課程、実科課程、アビトゥーア）を与えるものである。

## 文化と見所

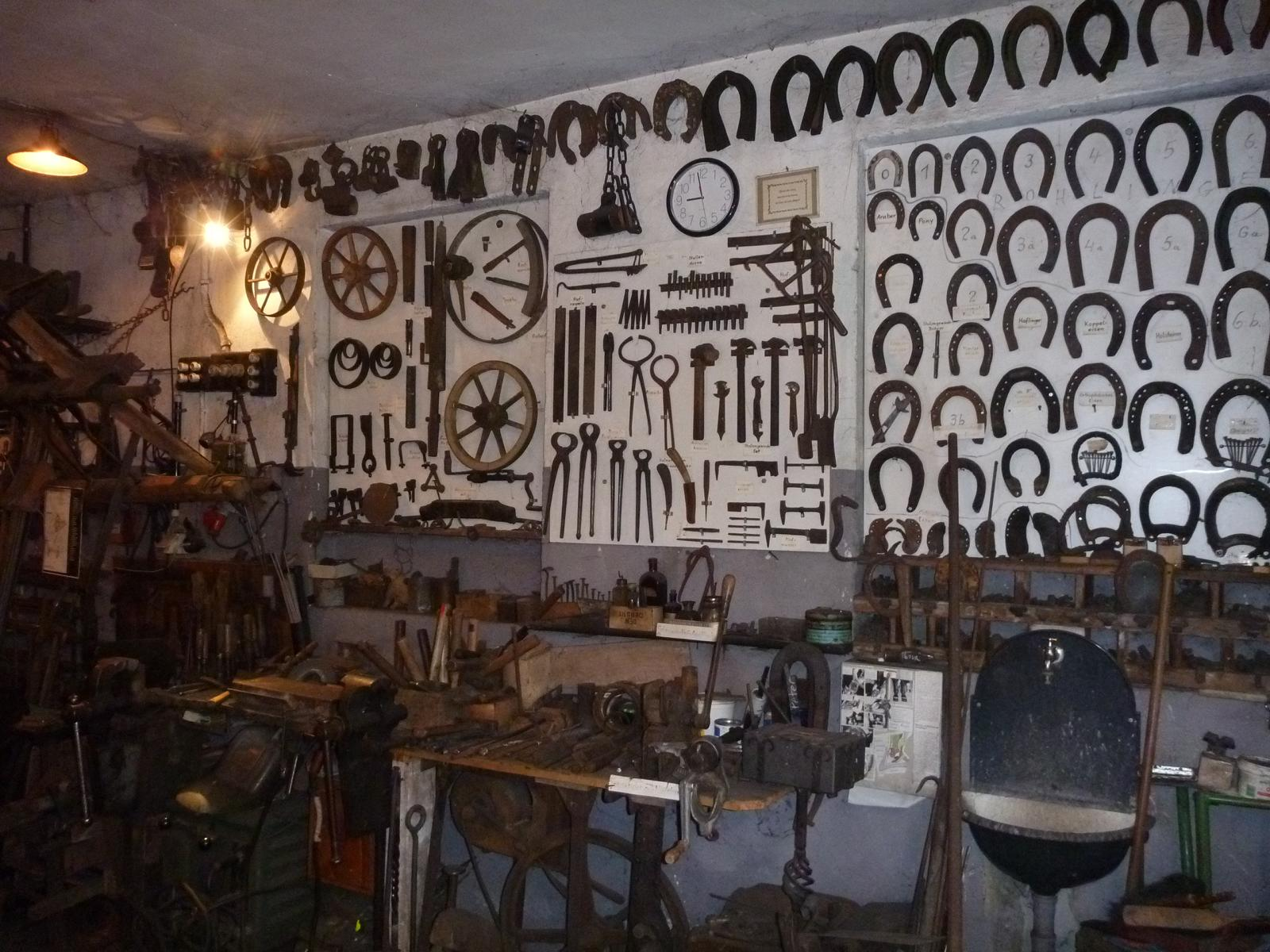
アルテ・シュミーデ・シュヴァイクハイム

シュヴァイクハイムは、アルテ・シュミーデ（古い鍛冶屋）の他に、シュヴァイクハイムの歴史や、かつての職人仕事を紹介する郷土博物館を新たに開館した。

## 訳注
1. ↑  ヴェルクレアルシューレ (ドイツ語: Werkrealschule) は、ドイツ内でもバーデン＝ヴュルテンベルク州特有の学校形態で、本課程学校の第9または第10学年修了の生徒から選抜で第10学年以降の中等教育クラスに進学できる制度およびその課程